# Kepler-94c
Kepler-94c es uno de los dos planetas que orbitan a la estrella Kepler-94. Fue descubierta por el método de tránsito astronómico en el año 2014. Este planeta ha sido descubierto durante un seguimiento de estrellas usando velocidad radial observadas por Kepler. Aunque otros planetas en este sistema están en tránsito, éste no lo está.